# Eleição municipal de Fortaleza em 2004
A eleição municipal de Fortaleza ocorreu em primeiro turno no dia 3 de outubro de 2004 e em segundo turno no dia 31 de outubro de 2004 para a eleição de um prefeito, um vice-prefeito e de 41 vereadores que seriam responsáveis pela administração da capital a partir de 1.º de janeiro de 2005 até 31 de dezembro de 2008. O prefeito em exercício era Juraci Magalhães, do PMDB, que pela legislação eleitoral vigente não poderia concorrer a eleição, uma vez que foi eleito em 1996 e reeleito em 2000.
A candidata eleita foi a Jornalista Luizianne Lins, do Partido dos Trabalhadores, então Deputada Estadual pelo Ceará. Luizianne tinha como candidato a vice-prefeito em sua chapa o socialista Carlos Veneranda, ambos concorreram pela coligação Fortaleza Amada, representada apenas por seus respectivos partidos. Alcançaram a vitória em segundo turno, com 620.174 votos, que representavam 56,21% do eleitorado total, derrotando o candidato do PFL Moroni Torgan, seu colega na Assembleia Legislativa.
Luizianne e Carlos tomaram posse em 1.º de janeiro de 2005 na Câmara Municipal de Fortaleza. A cerimônia não contou com a presença da alta cúpula do partido que encabeçou a chapa majoritária vencedora, fato que chamou atenção por parte da imprensa, uma vez que os dirigentes nacionais do Partido dos Trabalhadores haviam anunciado apoio ao candidato do Partido Comunista do Brasil derrotado em primeiro turno, Inácio Arruda.

## Candidatos a prefeito
| Nº | Prefeito(a)  | Prefeito(a)                                       | Prefeito(a) | Prefeito(a) | Vice-prefeito(a) | Vice-prefeito(a) | Vice-prefeito(a)                                           | Vice-prefeito(a) | Vice-prefeito(a)  | Coligação Partido(s)                                    | Ref.   |
| Nº | Candidato(a) | Candidato(a)                                      | Partido     | Cargos relevantes | Candidato(a)     | Candidato(a)     | Candidato(a)                                               | Partido          | Cargos relevantes | Coligação Partido(s)                                    | Ref.   |
| -- | ------------ | ------------------------------------------------- | ----------- | --- | ---------------- | ---------------- | ---------------------------------------------------------- | ---------------- | ----------------- | ------------------------------------------------------- | ------ |
| 12 |              | Heitor Férrer Heitor Correia Férrer               | PDT         | |                  |                  | Arruda Bastos Raimundo José Arruda Bastos                  | PDT              |                   | Partido Isolado                                         |        |
| 13 |              | Luizianne Lins Luizianne de Oliveira Lins         | PT          | - Vereadora de Fortaleza (1997-2002); - Deputada Estadual pelo Ceará (2003-2004)                                           |                  |                  | Carlos Veneranda José Carlos Veneranda da Silva            | PSB              |                   | Fortaleza Amada (PT e PSB)                              | [ 6 ]  |
| 15 |              | Aloísio Carvalho Aloísio Barbosa de Carvalho Neto | PMDB        | |                  |                  | Galeno Taumaturgo Galeno Taumaturgo Lopes                  | PMDB             |                   | Fortaleza Novo Tempo (PMDB, PTN e PRTB)                 | [ 7 ]  |
| 16 |              | Valdir Pereira Valdir Alves Pereira               | PSTU        | |                  |                  | Ana Hérica Ana Hérica Brasil Figueiredo                    | PSTU             |                   | Partido Isolado                                         |        |
| 20 |              | Nielson Guimarães Nielson Queiroz Guimarães       | PSC         | |                  |                  | Bede Francisco Laelio de Oliveira Bede                     | PSC              |                   | Partido Isolado                                         |        |
| 25 |              | Moroni Torgan Moroni Bing Torgan                  | PFL         | - Vice-governador do Ceará (1995-1999)                                                                                     |                  |                  | Rosa Frota Rosa Virgínia Veras Frota                       | PAN              |                   | Liberta Fortaleza (PFL, PAN e PTC)                      | [ 8 ]  |
| 29 |              | Antônio Vidal Antônio José de Abreu Vidal         | PCO         | |                  |                  | Malta Emílio Rodrigues Filho                               | PCO              |                   | Partido Isolado                                         |        |
| 31 |              | Francisco Caminha Francisco José Caminha Almeida  | PHS         | |                  |                  | Divania Maria Divania Maria Pessoa Menezes                 | PHS              |                   | Semeando Fortaleza (PHS e PTdoB)                        |        |
| 43 |              | Marcelo Silva Raimundo Marcelo Carvalho da Silva  | PV          | |                  |                  | Aristides Braga Aristides Braga Neto                       | PV               |                   | Partido Isolado                                         |        |
| 45 |              | Antônio Cambraia Antônio Elbano Cambraia          | PSDB        | - Prefeito de Fortaleza (1993-1996) - Deputado Federal pelo Ceará (1999-2004)                                              |                  |                  | Delegado Cavalcante Francisco de Assis Cavalcante Nogueira | PSDB             |                   | Experiência Comprovada (PSDB, PP, PTB, PSDC, PSL e PRP) | [ 9 ]  |
| 65 |              | Inácio Arruda Inácio Francisco de Assis Nunes     | PCdoB       | - Vereador de Fortaleza (1989-1990); - Deputado Estadual pelo Ceará (1991-1994); - Deputado Federal pelo Ceará (1995-2004) |                  |                  | Paulo Linhares Paulo Sérgio Bessa Linhares                 | PPS              |                   | Nossa Fortaleza (PCdoB, PPS, PCB, PL, PMN, PRONA)       | [ 10 ] |

## Debates e entrevistas

### Primeiro turno
| Data                 | Organizador(es)           | Lins (PT) | Torgan (PFL) | Arruda (PCdoB) | Cambraia (PSDB) | Férrer (PDT) | Carvalho (PMDB) | Ref.   |
| -------------------- | ------------------------- | --------- | ------------ | -------------- | --------------- | ------------ | --------------- | ------ |
| 1.º de julho de 2004 | TV Verdes Mares, TV Globo | Presente  | Presente     | Presente       | Presente        | Presente     | Ausente         | [ 11 ] |

### Segundo turno
| Data                  | Organizador(es)    | Lins (PT) | Torgan (PFL) | Ref.   |
| --------------------- | ------------------ | --------- | ------------ | ------ |
| 26 de outubro de 2004 | TV Jangadeiro, SBT | Presente  | Presente     | [ 12 ] |

## Apoios no 2.º Turno
| Luizianne | Luizianne                                                                |
| --------- | ------------------------------------------------------------------------ |
| Partidos  | PT                                                                       |
| Partidos  | PSB                                                                      |
| Partidos  | PDT                                                                      |
| Partidos  | PHS                                                                      |
| Partidos  | PV                                                                       |
| Partidos  | PCB                                                                      |
| Partidos  | PCdoB                                                                    |
| Partidos  | PPS                                                                      |
| Partidos  | PRP                                                                      |
| Políticos | João Paulo (PT), então prefeito eleito de Recife.                        |
| Políticos | Inácio Arruda (PCdoB), candidato derrotado da disputa no primeiro turno. |

## Resultados

### Prefeito
| Candidato               | Vice                       | 1.º Turno 3 de outubro de 2004 | 1.º Turno 3 de outubro de 2004 | 2.º Turno 31 de outubro de 2004 | 2.º Turno 31 de outubro de 2004 |
| Candidato               | Vice                       | Votação                        | Votação                        | Votação                         | Votação                         |
| Candidato               | Vice                       | Total                          | %                              | Total                           | %                               |
| ----------------------- | -------------------------- | ------------------------------ | ------------------------------ | ------------------------------- | ------------------------------- |
| Luizianne Lins (PT)     | Carlos Veneranda (PSB)     | 248.215                        | 22,30%                         | 620.174                         | 56,21%                          |
| Moroni Torgan (PFL)     | Rosa Frota (PAN)           | 296.063                        | 26,60%                         | 483.085                         | 43,79%                          |
| Inácio Arruda (PCdoB)   | Paulo Linhares (PPS)       | 214.002                        | 19,23%                         | Não participaram                | Não participaram                |
| Antônio Cambraia (PSDB) | Delegado Cavalcante (PSDB) | 200.407                        | 18,00%                         | Não participaram                | Não participaram                |
| Aloísio Carvalho (PMDB) | Galeno Taumaturgo (PMDB)   | 78.619                         | 7,06%                          | Não participaram                | Não participaram                |
| Heitor Férrer (PDT)     | Arruda Bastos (PDT)        | 38.753                         | 3,48%                          | Não participaram                | Não participaram                |
| Nielson Guimarães (PSC) | Bede (PSC)                 | 16.194                         | 1,45%                          | Não participaram                | Não participaram                |
| Francisco Caminha (PHS) | Divania Maria (PHS)        | 10.781                         | 0,97%                          | Não participaram                | Não participaram                |
| Marcelo Silva (PV)      | Aristides Braga (PV)       | 5.798                          | 0,52%                          | Não participaram                | Não participaram                |
| Valdir Pereira (PSTU)   | Ana Hérica (PSTU)          | 2.456                          | 0,22%                          | Não participaram                | Não participaram                |
| Antônio Vidal (PCO)     | Malta (PCO)                | 1.840                          | 0,17%                          | Não participaram                | Não participaram                |
| Total de votos válidos  | Total de votos válidos     | 1.113.128                      | 81,73%                         | 1.103.259                       | 81,01%                          |
| Votos apurados          |                            |                                |                                |                                 |                                 |
| Votos válidos           | Votos válidos              | 1.113.128                      | 81,73%                         | 1.103.259                       | 81,01%                          |
| Votos em branco         | Votos em branco            | 20.166                         | 1,81%                          | 13.257                          | 1,20%                           |
| Votos nulos             | Votos nulos                | 45.815                         | 4,12%                          | 39.735                          | 3,60%                           |
| Total de votos apurados | Total de votos apurados    | 1.179.109                      | 86,57%                         | 1.156.251                       | 84,90%                          |
| Eleitores               |                            |                                |                                |                                 |                                 |
| Comparecimento          | Comparecimento             | 1.179.109                      | 86,57%                         | 1.156.251                       | 84,90%                          |
| Abstenções              | Abstenções                 | 182.848                        | 13,43%                         | 205.706                         | 15,10%                          |
| Total de eleitores      | Total de eleitores         | 1.361.957                      | 100%                           | 1.361.957                       | 100%                            |

## Câmara de Vereadores
Para o quadriênio 2005-2008 foram eleitos 41 vereadores.
| Vereadores eleitos em Fortaleza - 2004 | Vereadores eleitos em Fortaleza - 2004 | Vereadores eleitos em Fortaleza - 2004          | Vereadores eleitos em Fortaleza - 2004 | Vereadores eleitos em Fortaleza - 2004 |
| Candidato (a)                          | Partido                                | Coligação                                       | Votação                                | Votação                                |
| Candidato (a)                          | Partido                                | Coligação                                       | Votos                                  | %                                      |
| -------------------------------------- | -------------------------------------- | ----------------------------------------------- | -------------------------------------- | -------------------------------------- |
| Nelba Fortaleza                        | PMDB                                   | Partido Isolado                                 | 15.562                                 | 1,38%                                  |
| Carlos Mesquita                        | PMDB                                   | Partido Isolado                                 | 14.691                                 | 1,30%                                  |
| Walter Cavalcante                      | PMDB                                   | Partido Isolado                                 | 13.066                                 | 1,16%                                  |
| Gelson Ferraz                          | PL                                     | Partido Isolado                                 | 12.363                                 | 1,10%                                  |
| Vereador Cacá                          | PMDB                                   | Partido Isolado                                 | 12.285                                 | 1,09%                                  |
| Augustinho Moreira                     | PSDB                                   | Partido Isolado                                 | 12.212                                 | 1,08%                                  |
| Dra. Terezinha de Jesus                | PMDB                                   | Partido Isolado                                 | 12.026                                 | 1,07%                                  |
| Deborah Soft                           | PTN                                    | PTN, PRTB                                       | 11.590                                 | 1,03%                                  |
| Regina Assêncio                        | PMDB                                   | Partido Isolado                                 | 10.814                                 | 0,96%                                  |
| Eliezer Moreira                        | PFL                                    | Partido Isolado                                 | 10.563                                 | 0,94%                                  |
| Ferreira Aragao                        | PDT                                    | Partido Isolado                                 | 10.554                                 | 0,94%                                  |
| Marcus Teixeira                        | PMDB                                   | Partido Isolado                                 | 10.510                                 | 0,93%                                  |
| Professor Helder Couto                 | PMN                                    | Partido Isolado                                 | 8.477                                  | 0,75%                                  |
| Adelmo Martins                         | PP                                     | Partido Isolado                                 | 8.462                                  | 0,75%                                  |
| Marcílio Gomes                         | PP                                     | Partido Isolado                                 | 8.437                                  | 0,75%                                  |
| Machadinho                             | PFL                                    | Partido Isolado                                 | 8.322                                  | 0,74%                                  |
| Jorge Vieira                           | PL                                     | Partido Isolado                                 | 7.716                                  | 0,68%                                  |
| Zé Maria Pontes                        | PT                                     | Partido Isolado                                 | 7.361                                  | 0,65%                                  |
| Iraguassu Teixeira                     | PDT                                    | Partido Isolado                                 | 7.241                                  | 0,64%                                  |
| Dr. Glauber                            | PPS                                    | Fortaleza de Todos Nós (PPS, PCdoB, PCB, PRONA) | 7.092                                  | 0,63%                                  |
| Luciram Girão Sales                    | PL                                     | Partido Isolado                                 | 6.908                                  | 0,61%                                  |
| Alri Nogueira                          | PSL                                    | Por Amor a Fortaleza (PSL, PSDC)                | 6.850                                  | 0,61%                                  |
| Dr. Elpidio                            | PPS                                    | Fortaleza de Todos Nós (PPS, PCdoB, PCB, PRONA) | 6.800                                  | 0,60%                                  |
| Idalmir Feitosa                        | PSDB                                   | Partido Isolado                                 | 6.784                                  | 0,60%                                  |
| Tin Gomes                              | PHS                                    | Semeando Fortaleza (PHS, PTdoB)                 | 6.573                                  | 0,58%                                  |
| Sergio Novais                          | PSB                                    | Partido Isolado                                 | 6.066                                  | 0,54%                                  |
| Salmito                                | PT                                     | Partido Isolado                                 | 5.886                                  | 0,52%                                  |
| Mário Hélio                            | PMN                                    | Partido Isolado                                 | 5.809                                  | 0,51%                                  |
| Didi Mangueira                         | PSL                                    | Por Amor a Fortaleza (PSL, PSDC)                | 5.807                                  | 0,51%                                  |
| Lula Morais                            | PCdoB                                  | Fortaleza de Todos Nós (PPS, PCdoB, PCB, PRONA) | 5.679                                  | 0,50%                                  |
| Guilherme                              | PT                                     | Partido Isolado                                 | 5.333                                  | 0,47%                                  |
| Fátima Leite                           | PHS                                    | Semeando Fortaleza (PHS, PTdoB)                 | 5.220                                  | 0,46%                                  |
| José Do Carmo                          | PSL                                    | Por Amor a Fortaleza (PSL, PSDC)                | 4.902                                  | 0,43%                                  |
| Tomaz                                  | PV                                     | Partido Isolado                                 | 4.812                                  | 0,43%                                  |
| Carlinhos Sidou                        | PAN                                    | PAN, PTC                                        | 4.491                                  | 0,40%                                  |
| Dr. João Batista                       | PAN                                    | PAN, PTC                                        | 4.357                                  | 0,39%                                  |
| João da Cruz                           | PV                                     | Partido Isolado                                 | 4.266                                  | 0,38%                                  |
| Elson Damasceno                        | PHS                                    | Semeando Fortaleza (PHS, PTdoB)                 | 4.230                                  | 0,37%                                  |
| Dr. Chico Rodrigues                    | PSL                                    | Por Amor a Fortaleza (PSL, PSDC)                | 4.215                                  | 0,37%                                  |
| Willame Correia                        | PHS                                    | Semeando Fortaleza (PHS, PTdoB)                 | 4.066                                  | 0,36%                                  |
| Carlinhos Santana                      | PRP                                    | Partido Isolado                                 | 3.559                                  | 0,32%                                  |

| Bancadas | Coligação              | Assentos | Vereador Mais Votado   | Campo    |
| -------- | ---------------------- | -------- | ---------------------- | -------- |
| PMDB     | Partido Isolado        | 7        | Nelba Fortaleza        | Oposição |
| PHS      | Semeando Fortaleza     | 4        | Tin Gomes              | Oposição |
| PSL      | Por Amor a Fortaleza   | 4        | Alri Nogueira          | Oposição |
| PL       | Partido Isolado        | 3        | Gelson Ferraz          | Oposição |
| PT       | Partido Isolado        | 3        | Zé Maria Pontes        | Governo  |
| PSDB     | Partido Isolado        | 2        | Augustinho Moreira     | Oposição |
| PFL      | Partido Isolado        | 2        | Eliezer Moreira        | Oposição |
| PP       | Partido Isolado        | 2        | Adelmo Martins         | Oposição |
| PMN      | Partido Isolado        | 2        | Professor Helder Couto | Oposição |
| PDT      | Partido Isolado        | 2        | Ferreira Aragao        | Oposição |
| PPS      | Fortaleza de Todos Nós | 2        | Dr. Glauber            | Oposição |
| PAN      | PAN, PTC               | 2        | Carlinhos Sidou        | Oposição |
| PV       | Partido Isolado        | 2        | Tomaz                  | Oposição |
| PSB      | Partido Isolado        | 1        | Sergio Novais          | Governo  |
| PTN      | PTN, PRTB              | 1        | Deborah Soft           | Oposição |
| PCdoB    | Fortaleza de Todos Nós | 1        | Lula Morais            | Oposição |
| PRP      | Partido Isolado        | 1        | Carlinhos Santana      | Oposição |